# Parafia św. Mikołaja w Łąkorzu
Parafia Świętego Mikołaja w Łąkorzu – parafia rzymskokatolicka  z siedzibą w Łąkorzu, znajdująca się w diecezji toruńskiej, w dekanacie Kurzętnik.

## Zasięg parafii
Do parafii należą wierni z miejscowości: Łąkorz, Gaj, Iwanki i Łąkorek. 